# Гардун фон Хадмерслебен
Гардун фон Хадмерслебен (на немски: Gardun von Hadmersleben; † 1335) е благородник, господар на Хадмерслебен в Саксония-Анхалт.
Той е син на Ото III фон Хадмерслебен „Млади“ († 1280) и съпругата му принцеса София фон Анхалт († 1272/1274), вдовица на херцог Ото I фон Андекс от Мерания († 1234) и граф Зигфрид I фон Регенщайн († 1240/1245), дъщеря на княз Хайнрих I фон Анхалт-Ашерслебен († 1251/ 1252) и ландграфиня Ирмгард от Тюрингия († ок. 1244). Полубрат е на Хайнрих II фон Регенщайн (IV) († 1284/1285), граф на Регенщайн.

## Фамилия
Гардун фон Хадмерслебен се жени пр. 1300 г. за графиня Лутгардис фон Регенщайн († 7 септември 1321), дъщеря на граф Албрехт I фон Регенщайн († 1284/1286) и София фон Липе († 1290), дъщеря на Бернхард III фон Липе († 1264/1265) и втората му съпруга София фон Равенсберг-Фехта († 1285). Te имат 4 сина:
- Ото
- Албрехт, домкелнер в Магдебург
- Вернер
- Йохан